# Nucleomorf
Een nucleomorf is een op een kern gelijkende structuur die bij een plastide hoort. De nucleomorf is een rudimentair overblijfsel van een celkern van de bij een secundaire endosymbiose opgenomen alg. Het voorkomen van een nucleomorf vormt een belangrijke aanwijzing van de endosymbiontentheorie. Bij primaire endosymbiose neemt een gastheercel een cel van een cyanobacterie op, die geen organellen heeft. In dit geval zal er dus ook geen nucleomorf zijn.
De opname van een alg (een fotoautotrofe eukaryoot) door een eukaryotische eencellige noemt men "secundaire endosymbiose". Dit leidt tot secundaire plastiden. Secundaire endosymbiose is vaak nog te herkennen aan de aanwezigheid van meer dan twee membranen om de plastiden en soms aan een rudimentaire kern (nucleomorf), afkomstig van de endosymbiont.
In enkele gevallen is bij secundaire en tertiaire endosymbiose de oorspronkelijke endosymbiont sterk gereduceerd en zijn hoogstens nog fragmenten van het plastide-genoom terug te vinden in de celkern van de gastheercel, in andere gevallen zijn er nog organellen van aanwezig. De kern kan gereduceerd zijn tot een 'nucleomorf' en is soms nog beperkt functioneel.

## Organismen met een nucleomorf
Er zijn twee groepen organismen bekend die plastiden bevatten met een nucleomorf: de cryptomonaden van de supergroep Chromista en de chlorarachniofyten van de supergroep Rhizaria. Van beide groepen is de DNA-sequentie van het nucleomorf vastgesteld. Onderzoeken naar de genomische organisatie en naar moleculaire fylogenie hebben aangetoond dat de nucleomorf van de cryptomonaden oorspronkelijk de celkern was van een roodwier. De nucleomorf van de chlorarachniofyten was afkomstig uit een groenwier.
De plastiden die de nucleomorf bevatten zijn bij beiden groepen omsloten door vier membranen. De nucleomorf bevindt zich in het zogenaamde periplastidiale compartiment. Dit is een sterke aanwijzing dat ze door een voorouderlijke eukaryote cel zijn gefagocyteerd. Er is zelfs bekend dat enkele soorten dinoflagellaten een tertiaire endosymbiose zijn ondergaan; hierbij bezaten de endosymbionten zowel een kern als mitochondriën.

## Fylogenie
In onderstaande fylogenetische stamboom is de evolutie van verschillende groepen eukaryoten geschetst die plastiden hebben verworven door middel van endosymbiose.
| → chloroplast: | primaire endosymbiotische evolutie van cyanobacterie tot een plastide |
| → rhodoplast:  | evolutie van de plastide tot een rhodoplast                           |
| → dinoplast:   | evolutie van de plastide tot een dinoplast                            |
| → apicoplast:  | evolutie van de plastide door reductie tot een apicoplast             |

| Verwerven van plastiden:                      | Verwerven van plastiden:                                                                                       | Verwerven van plastiden: | Verwerven van plastiden:                                                                                       |
| --------------------------------------------- | --- | ------------------------ | --- |
| I + blauwwier: II + groenwier: II + roodwier: | primaire endosymbiose met blauwwier secundaire endosymbiose met groenwier secundaire endosymbiose met roodwier | → I: → II: → III:        | betrokken bij primaire endosymbiose betrokken bij secundaire endosymbiose betrokken bij tertiaire endosymbiose |